# Najazd Jarosława Mądrego na Brześć (1022)
Najazd Jarosława Mądrego na Brześć w 1022 roku – wyprawa wojenna wspomniana w „Powieści mimionych lat”, przeprowadzona w 1022 roku przez wielkiego księcia kijowskiego, Jarosława Mądrego, w celu zdobycia i włączenia do Rusi Brześcia nad Bugiem, będącego wówczas w granicach państwa Polskiego rządzonego przez księcia Bolesława I Chrobrego. Kampania prawdopodobnie zakończyła się niepowodzeniem sił ruskich.
Była to już druga próba zdobycia nadbużańskiego grodu przez ruskiego władcę, poprzednia miała mieć miejsce w 1017 roku.